# Eukiefferiella clypeata
Eukiefferiella clypeata är en tvåvingeart som först beskrevs av Jean-Jacques Kieffer 1923.  Eukiefferiella clypeata ingår i släktet Eukiefferiella och familjen fjädermyggor. Arten har ej påträffats i Sverige. Inga underarter finns listade i Catalogue of Life.